# دارداغان (کاهتا)
دارداغان (به ترکی استانبولی: Dardağan) یک منطقهٔ مسکونی کردنشین در ترکیه است که در کاهتا واقع شده‌است.